# 垣内勇威
垣内 勇威（かきうち ゆうい、1984年（昭和59年）4月12日 - ）は、日本の経営者である。株式会社WACUL取締役。2007年、大学時代からアルバイトをしていた株式会社ビービットに入社。2013年に株式会社WACUL入社。2014年に取締役。2019年にWACULテクノロジー＆マーケティングラボを立ち上げ、所長に就任。ツイッターアカウントでのマーケティングに関する発言が話題となり、2020年9月10日に「デジタルマーケティングの定石　なぜマーケターは「成果の出ない施策」を繰り返すのか？」を、2022年11月25日に「BtoBマーケティングの定石　なぜ営業とマーケは衝突するのか？」を日本実業出版社より上梓。Amazonで売れているビジネス書51位にランクイン。日経クロストレンドにて、2020年9月より「マーケティングDXの落とし穴」を連載。

## 略歴[8]
- 2007年（平成19年）3月 東京大学経済学部卒業
- 2007年（平成19年）4月 株式会社ビービット 入社
- 2013年（平成25年）11月 株式会社WACUL 入社
- 2014年（平成26年）10月 取締役 就任
- 2019年（平成31年）2月 WACULテクノロジー＆マーケティングラボ所長